# Єт Бюссемакер
Маріетте (Єт) Бюссемакер (нід. Jet Bussemaker, 15 січня 1961, Капелле-ан-ден-Ейссел, Південна Голландія) — нідерландська політик з Партії праці (PvdA). Міністр освіти, культури та науки у другому уряді Рютте з 5 листопада 2012 року.

## Біографія
Єт Бюссемакер ходила у початкову й середню школу в Угстгесті. Згодом навчалася в Амстердамському університеті, який закінчила з відзнакою й отримала ступінь магістра у галузі політичних наук (за спеціальністю політична теорія). В 1993 році отримала докторський ступінь у галузі політичних та соціально-культурних наук у тому ж університеті. У 1993—1998 роках була викладачем політології в Амстердамському університеті. У цей час була членом партії Зелені ліві, але в 1995 році залишила її, і приєдналася до Партії праці.

## Політична кар'єра
На виборах до парламенту 1998 року Бюссемакер обрана до палати представників. Вона спеціалізувалася на політиці у сфері зайнятості, охорони здоров'я та податків. У 2000 році була ініціатором пропозиції дозволити відмову працювати у неділю. Ця пропозиція стала законом у 2002 році. Вона продовжувала викладати, тепер в Амстердамському вільному університеті.
У травні 2008 року, Бюссемакер отримала різку критику з боку депутатів та колег-членів уряду після своєї заяви на радіо, що на виборах американського президента 2008 року вона підтримує кандидатуру Барака Обами і розглядає можливість обрання його конкурента-республіканця Джона Маккейна як катастрофу. Вона зробила це всупереч заборони членам уряду особисто висловлюватися щодо зовнішньої політики, запровадженої незадовго до того, після того як подібну симпатію до Барака Обами висловив міністр фінансів Воутер Бос.
У січні 2011 року було оголошено, що Бюссемакер увійде до правління Hogeschool Amsterdam (Амстердамської вищої школи, що включає в себе Міжнародну бізнес-школу та Університет Йохана Кройфа) та Амстердамського університету (ці заклади мають одне правління), і також стане деканом Hogeschool Amsterdam. У грудні 2011 року правління університетів було розкритиковане за потурання чи нездатність вирішити масштабне шахрайство, пов'язане з дипломами Hogeschool Amsterdam.